# Nacionalistes d'Esquerra
Nacionalistes d'Esquerra (NE) fou un moviment polític format el 1979 per grups i personalitats de tendència independentista i que es va dissoldre el 1984. La seva estructura era assembleària, i reivindicà el dret d'autodeterminació en un marc confederal, alhora que es definia com a socialista i nacional-popular i englobà agrupaments ecologistes, feministes, gais, de joves, etc. Les seves figures representatives foren Jordi Carbonell, Josep Maria Espinàs, Magda Oranich, Avel·lí Artís i Gener i Armand de Fluvià.

## Formació
El partit té el seu origen en el Grup d'Independents Nacionalistes i d'Esquerra, creat per Josep Maria Espinàs, Max Cahner, Jordi Carbonell i Miquel Sellarès per tal d'impulsar la candidatura al Senat d'Espanya de Josep Benet i Morell a les eleccions generals celebrades l'1 de març de 1979. El programa redactat va rebre el suport d'alguns regidors del PSAN i del FNC.
Després de l'èxit de la manifestació de l'11 de setembre de 1979 convocada per l'esquerra independentista, a la que hi participaren unes 20.000 persones, el Grup escollí un secretariat provisional format per Joan Albert Abril, Jordi Carbonell, Josep Ferrer, Jaume Fuster, Josep M. López Llaví, Marc Palmés, Enric Padrosa, Miquel Peiró, Jordi Vilanova, i Martí Metge, que organitzà una assemblea preparatòria l'1 de desembre, que farà una anàlisi de la situació i la necessitat de constituir el moviment.
El 16 de desembre de 1979 va celebrar la seva Assemblea fundacional al Casino l'Aliança del Poblenou, amb un miler d'assistents, entre ells Josep Huguet i Biosca (PSAN), Joan Oms (Col·lectiu Comunista Català), Jordi Caupena (FNC), Miquel Peiró, Josep Maria Espinàs i Jordi Carbonell, on s'aproven els sis punts bàsics del manifest de NdE:
- Afirmació del dret d'autodeterminació i sobirania de Catalunya en el marc dels Països Catalans.
- Plantejament d'una alternativa popular que defensi els treballadors, les dones, etc.
- Ruptura amb el sistema reformista de la Transició espanyola
- Constituir un moviment de base, assembleari per donar força al partit
- Solidaritat amb tots els pobles que lluiten pel seu alliberament
- Defensa de tots els que són represaliats a causa de les reivindicacions nacionals

Entre els objectius mínims del partit es marcaren el trencament del marc estatutari espanyol, el reconeixement del dret a l'autodeterminació i el dret a la federació dels diferents Països Catalans, abolició de les províncies, el català única llengua oficial i competències plenes al Parlament de Catalunya i a les noves institucions catalanes.
La intenció dels fundadors era organitzar un moviment unitari que aplegués tot l'independentisme d'esquerra i que funcionés de manera seriosa i eficient. El 13 de gener de 1980 a Vinaròs el PSAN patí una escissió entre els moderats, partidaris de treballar dins el nou moviment i apostar per la participació institucional (Josep Huguet i Francesc Codina), i el sector contrari (Josep Guia). El 2 de febrer un congrés extraordinari del FNC a Vilafranca del Penedès, decidí no donar suport, però un sector encapçalat per Francesc Espriu, Antoni Malaret i Josep Guillem sí. El Col·lectiu Comunista Català (CCC), liderats per Joan Oms, també s'incorporaren, així com part del Bloc Català de Treballadors, (Josep-Lluís Carod-Rovira). El gruix dels adherents del nou moviment, però, eren independents procedents de l'ecologisme, antimilitarisme, el moviment gai i lesbià i feminisme, així com intel·lectuals i artistes com Jordi Carbonell, Maria Mercè Marçal, Lluís Llach, Maria Àngels Anglada, Joan Oliver i Sallarès Pere Quart, Avel·lí Artís-Gener Tísner, Josep Maria Espinàs i Armand de Fluvià i Escorsa.

## Les eleccions de 1980 i el bastiment del partit
El 31 de desembre de 1979 foren escollits els 57 representants del Consell Polític i els 15 membres del secretariat. Reberen l'adhesió de 54 regidors de comarques. El 3 de febrer de 1980 celebraren la seva primera assemblea de dones a Manresa.
Es presentaren a les eleccions al Parlament de Catalunya de 1980, però patien la competència del BEAN, amb qui intentaren formar un bloc únic, però fracassaren. El 18 de març organitzaren un Gran Míting dels Països Catalans al Palau dels Esports de Barcelona, amb les actuacions de Celdoni Fonoll i Lluís Llach i el suport de polítics d'arreu dels Països Catalans com Vicent Andrés i Estellés, Eliseu Climent, Biel Oliver, Sebastià Serra i Pere Jofre (Partit Socialista de Mallorca), Josep Maria Llompart, Isidor Marí Mayans, Miquel Mayol (Esquerra Catalana dels Treballadors), Andreu Murillo Tudurí (Partit Socialista de Menorca) i Vicent Ventura. Els resultats foren:
| Circumscripció | Vots        | %    |
| Barcelona      | 32.324 vots | 1,54 |
| Girona         | 5.427 vots  | 2,39 |
| Lleida         | 2.880 vots  | 1,80 |
| Tarragona      | 4.167 vots  | 1,87 |
| Total          | 44.798 vots | 1,66 |

El resultat va suposar una gran decepció, encara que hom atribuí la manca de vots al poc temps amb què es prepararen les eleccions, la competència del BEAN i ERC i l'hostilitat del PSAN i FNC. Pel juliol de 1980 decideixen participar en diverses campanyes populars per tal de mantenir la dinàmica del moviment, malgrat la manca de mitjans econòmics. El desembre de 1980, arran de l'assalt a la caserna de Berga, es declararen contraris a les accions armades d'ETA a Catalunya, tot i que donaren suport als quatre membres de NE detinguts (Octavi Montagut, Antoni Cabra, Josep Illa i Damià Francàs).
Durant tot 1981 organitzaren diversos actes contra el cop d'estat del 23 de febrer, contra el Manifiesto de los 2.300, contra la pujada del transport públic a Barcelona i reclamant una televisió pública en català. Juntament amb el CIEMEN, foren els impulsors de la Crida a la Solidaritat. L'11 de setembre de 1981 amb la Crida convocaren 100.000 persones. El 4 de desembre es manifestaren contra la detenció de Pere Anguera i altres independentistes acusats de pertànyer a Terra Lliure.

## Les eleccions de 1982
Per a les eleccions generals espanyoles de 1982 proposaren constituir un bloc d'unitat popular i nacional, encara que un sector del moviment era contrari a participar-hi. Mantenen contactes amb LCR, ERC, Josep Benet i Felip Solé i Sabarís i organitzen manifestacions contra la LOAPA. Els caps de llista eren Jordi Carbonell, Magda Oranich i Joan Josep Armet i Coma per Barcelona. Els resultats, encara més decebedors, foren:
| Circumscripció | Vots        | %    |
| Barcelona      | 24.382 vots | 0,91 |
| Girona         | 2.589 vots  | 0,97 |
| Lleida         | 1.630 vots  | 0,81 |
| Tarragona      | 2.042 vots  | 0,71 |
| Total          | 30.643 vots | 0,89 |

Tanmateix el candidat al Senat d'Espanya per Barcelona Avel·lí Artís-Gener va obtenir 69.692 vots; els altres candidats al Senat (Joan Culleré i Ibars per Lleida, Joan Rendé i Masdéu per Tarragona) no arribaren als 5.000 vots. Aquests mals resultats provocaren malestar a les bases, ja que alguns no havien estat partidaris de participar en les eleccions generals i altres ho eren de fer-ho en coalició amb altres forces polítiques (Verds, PCC).
Això no els va desencoratjar i es presentà a les eleccions municipals de 8 de maig de 1983. El seu programa municipal reclama aportar solucions progressistes als problemes locals, potenciar l'autonomia municipal, augmentar recursos i atribucions als ajuntaments i la participació ciutadana mitjançant assemblees populars o consells municipals. Va obtenir uns 100 regidors. Durant 1983, endemés, va mantenir contactes amb altres partits nacionalistes com la Unió Democràtica Bretona, el Partit Nacional Escocès, Euskadiko Ezkerra, LAIA, el Bloc Nacionalista Gallec, el Sinn Féin, el MIR Xilè, l'Organització per l'Alliberament de Palestina, el Front Polisari, i el Moviment per l'Autodeterminació cors.

## Dissolució
Pel desembre de 1983 insisteix a formalitzar un pacte nacional d'esquerres, de cara a les eleccions al Parlament de Catalunya de 19 d'abril de 1984 i renovà contactes amb ERC i PSUC, que compta amb suport de Felip Solé i Sabarís, Josep Dalmau, Montserrat Roig i Manuel de Pedrolo, entre d'altres.
Dins ERC l'anomenat sector renovador, encapçalat per Jaume Nualart i Serrats era partidari de pactar amb NE, mentre que el secretari general Heribert Barrera n'era contrari. Quan aquest sector fou exclòs del partit es presentaren a les eleccions al Parlament de Catalunya de 1984 amb les sigles Entesa de l'Esquerra Catalana, i els resultats foren:
| Circumscripció | Vots        | %    |
| Barcelona      | 24.702 vots | 1,12 |
| Girona         | 3.861 vots  | 1,56 |
| Lleida         | 2.913 vots  | 1,63 |
| Tarragona      | 4.461 vots  | 1,82 |
| Total          | 35.937 vots | 1,25 |

El 17 de juny de 1984 Nacionalistes d'Esquerra s'autodissolgué i es constituí en Entesa de l'Esquerra Catalana, que el 1985 va formar Entesa dels Nacionalistes d'Esquerra, juntament amb el sector renovador d'ERC. Una part del partit, encapçalada per Joan Oms i Armand de Fluvià i Escorsa, s'hi va oposar i va formar el Moviment d'Esquerra Nacionalista.